# هواپیمای انگل

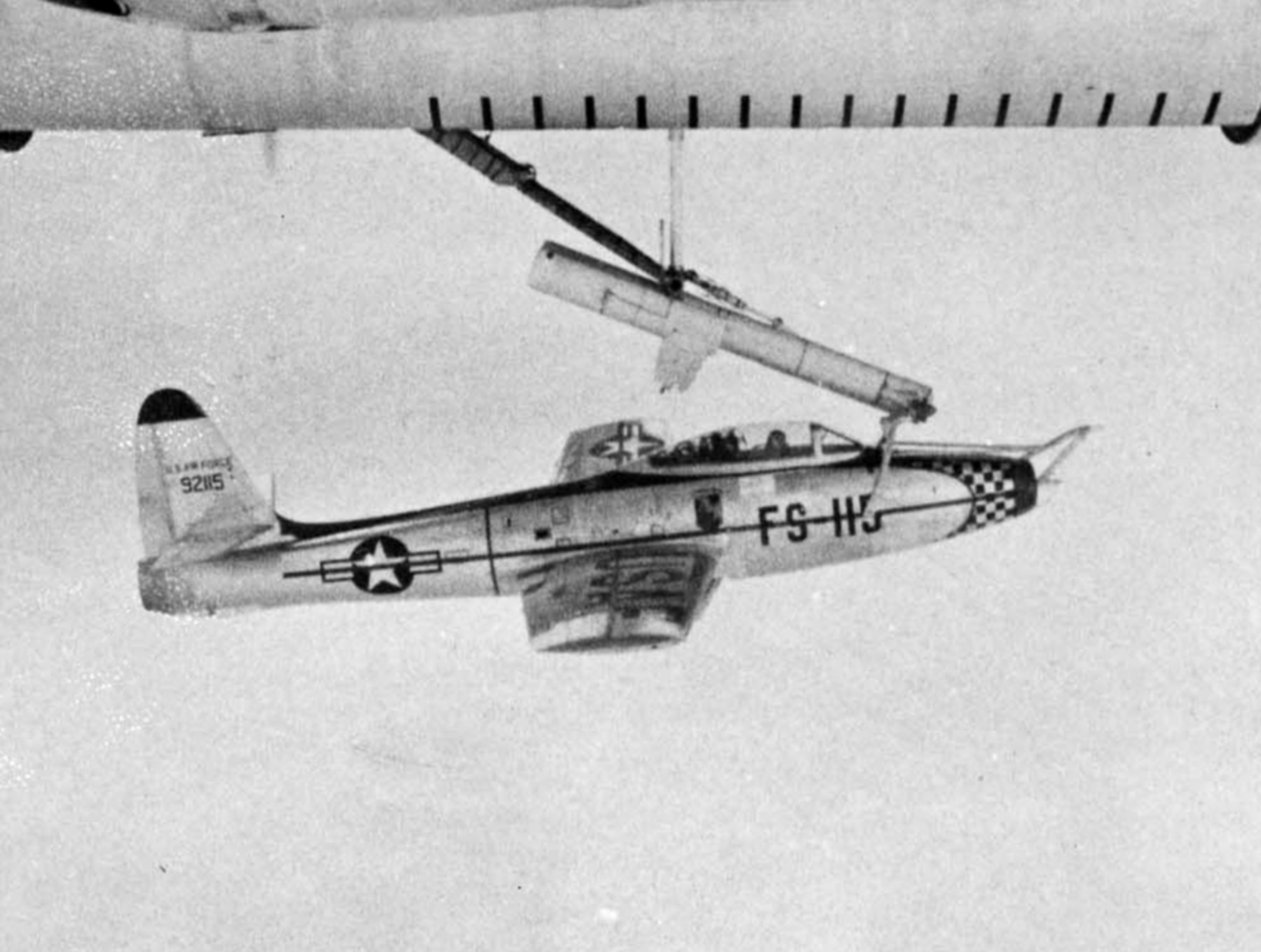
اف-۸۴ تاندرجت

هواپیمای انگل (انگلیسی: Parasite aircraft) به گونه ای از هواپیماها گفته می‌شوند که خود به تنهایی توانایی پرواز از باند فرودگاه را نداشته و باید به‌وسیله یک هواپیمای بزرگتر به‌عنوان پرتاب‌گر، به آسمان منتقل شوند. نمونه این هواپیما اف-۸۴ تاندرجت است.